# Ооржак Лориса Бюрбюївна
Лориса Бюрбюївна Ооржак (рос. Лориса Бюрбюевна Ооржак; нар. 10 серпня 1985, Хандагайти, Тива, РРФСР) —  російська борчиня вільного стилю, дворазова призерка чемпіонатів світу, триразова чемпіонка Європи, учасниця Олімпійських ігор. Заслужений майстер спорту Росії.

## Життєпис
Боротьбою почала займатися з 1996 року. Триразова чемпіонка Європи серед кадетів (2000, 2001, 2002), дворазова чемпіонка Європи (2004, 2005) та дворазова чемпіонка світу (2003, 2005) серед юніорів.
Виступала за спортивний клуб ВПС, Красноярськ. Тренери — Віктор Достай, Віктор Райков.
В автомобільній аварії навесні 2007 року отримала важкі травми, і лікарі видалили Лорисі нирку. Але сортсменка знайшла в собі сили повернутися на килим і досягти успіхів на міжнародній арені.

## Спортивні результати на міжнародних змаганнях

### Виступи на Олімпіадах
| Змагання                    | Збірна | Вагова категорія          | Місце |
| --------------------------- | ------ | ------------------------- | ----- |
| Літні Олімпійські ігри 2004 | Росія  | жіноча боротьба, до 48 кг | 5     |

### Виступи на Чемпіонатах світу
| Змагання                        | Збірна | Вагова категорія          | Місце  |
| ------------------------------- | ------ | ------------------------- | ------ |
| Чемпіонат світу з боротьби 2009 | Росія  | жіноча боротьба, до 48 кг | Срібло |
| Чемпіонат світу з боротьби 2010 | Росія  | жіноча боротьба, до 48 кг | Срібло |

### Виступи на Чемпіонатах Європи
| Змагання                         | Збірна | Вагова категорія          | Місце  |
| -------------------------------- | ------ | ------------------------- | ------ |
| Чемпіонат Європи з боротьби 2005 | Росія  | жіноча боротьба, до 48 кг | Золото |
| Чемпіонат Європи з боротьби 2007 | Росія  | жіноча боротьба, до 48 кг | Золото |
| Чемпіонат Європи з боротьби 2010 | Росія  | жіноча боротьба, до 48 кг | Золото |
| Чемпіонат Європи з боротьби 2011 | Росія  | жіноча боротьба, до 48 кг | 8      |

### Виступи на Кубках світу
| Змагання                    | Збірна | Вагова категорія          | Місце  |
| --------------------------- | ------ | ------------------------- | ------ |
| Кубок світу з боротьби 2003 | Росія  | жіноча боротьба, до 48 кг | 4      |
| Кубок світу з боротьби 2007 | Росія  | жіноча боротьба, до 48 кг | Бронза |

### Виступи на інших змаганнях
| Змагання                                       | Збірна | Вагова категорія          | Місце  |
| ---------------------------------------------- | ------ | ------------------------- | ------ |
| Тестовий турнір FILA 2004                      | Росія  | жіноча боротьба, до 48 кг | Срібло |
| Золотий Гран-прі з боротьби 2009               | Росія  | жіноча боротьба, до 48 кг | Срібло |
| Золотий Гран-прі з боротьби 2010 (Красноярськ) | Росія  | жіноча боротьба, до 48 кг | Золото |

### Виступи на змаганнях молодших вікових груп
| Змагання                                       | Збірна | Вагова категорія          | Місце  |
| ---------------------------------------------- | ------ | ------------------------- | ------ |
| Чемпіонат світу з боротьби серед юніорів 2003  | Росія  | жіноча боротьба, до 48 кг | Золото |
| Чемпіонат Європи з боротьби серед юніорів 2004 | Росія  | жіноча боротьба, до 48 кг | Золото |
| Чемпіонат світу з боротьби серед юніорів 2005  | Росія  | жіноча боротьба, до 48 кг | Золото |
| Чемпіонат Європи з боротьби серед юніорів 2005 | Росія  | жіноча боротьба, до 48 кг | Золото |
| Чемпіонат Європи з боротьби серед кадетів 2000 | Росія  | жіноча боротьба, до 38 кг | Золото |
| Чемпіонат Європи з боротьби серед кадетів 2001 | Росія  | жіноча боротьба, до 43 кг | Золото |
| Чемпіонат Європи з боротьби серед кадетів 2002 | Росія  | жіноча боротьба, до 43 кг | Золото |